# Archaeodictyna ulova
Espèce
Archaeodictyna ulova est une espèce d'araignées aranéomorphes de la famille des Dictynidae.

## Distribution
Cette espèce est endémique de Afrique du Sud.

## Description
Le mâle holotype mesure 1,76 mm et la femelle paratype 2,04 mm, les mâles mesurent de 1,63 à 1,84 mm et les femelles de 1,80 à 2,90 mm.

## Éthologie
Cette espèce est cleptoparasite de Stegodyphus mimosarum et Stegodyphus dumicola.

## Publication originale
- Griswold & Meikle-Griswold, 1987 : Archaeodictyna ulova, new species (Araneae: Dictynidae), a remarkable kleptoparasite of group-living eresid spiders (Stegodyphus spp., Araneae: Eresidae). American Museum Novitates no 2897, p. 1-11 (texte intégral).